# Kolstad IL
Kolstad Idrettslag (deutsch: Sportverein Kolstad), kurz Kolstad IL,  ist ein Sportverein aus dem Bezirk Kolstad in der Kommune Trondheim. Seit der Gründung am 5. Oktober 1972 existieren Abteilungen für Fußball und Handball. Besonders bekannt ist der Verein für seine Männerhandballabteilung, die als Kolstad Håndball in der höchsten norwegischen Liga antritt.

## Handball
Die Handball-Abteilung besteht aus zwanzig Mannschaften aller Altersklassen (männlich und weiblich). Zur Frauenmannschaft gehörte auch Mari Molid.
2005 wurde die erste Herrenmannschaft von Kolstad Håndball gegründet. Dort debütierte u. a. Sander Sagosen in der Saison 2012/13 in der zweiten Liga. Seit 2015 spielt Kolstad in der höchsten norwegischen Liga, der REMA 1000-ligaen. Bestes Ergebnis war der vierte Platz in der Saison 2019/20.
Geplant war im Jahr 2021, mit Hilfe von Investoren heimische und ausländische Topspieler zu verpflichten, den Serienmeister Elverum Håndball abzulösen und an der EHF Champions League teilzunehmen. So wurden zur Saison 2022/23 die norwegischen Nationalspieler Magnus Gullerud und Torbjørn Bergerud sowie die beiden isländischen Auswahlspieler Janus Daði Smárason und Sigvaldi Guðjónsson verpflichtet, zur Saison 2023/24 kamen die norwegischen „Superstars“ Sander Sagosen, Magnus Rød und Gøran Johannessen. In der Saison 2022/23 gewann man die norwegische Meisterschaft und den norwegischen Pokal. Von der Europäischen Handballföderation erhielt man im Juni 2023 eine Wildcard für die EHF Champions League 2023/24. In der Saison 2023/24 gewann Kolstad erneut den norwegischen Pokal.
Im Juli 2023 berichtete TV 2, dass der Verein Gehaltskürzungen von 30 Prozent für die anstehende und 20 Prozent für die darauf folgende Saison beschlossen habe. Demnach haben sich die Gehaltskosten von 9,4 Mio. Norwegischen Kronen (NOK) im Jahr 2021 auf 24,3 Mio. NOK im Jahr 2022 und 52,8 Mio. NOK im Jahr 2023 erhöht.

### Kader
Zum Spielerkader der Saison 2024/25 gehören Lars Eggen Rismark, Aksel Hald, Emre Christoffer Berge, Vetle Eck Aga, Leon Owrenn Bronken, Adrian Aalberg, Benedikt Gunnar Óskarsson, Magnus Søndenå, Magnus Gullerud, Sveinn Jóhannsson, Magnus Stølefjell, Martin Wang, Ruben Meder, Simon Jeppsson, Gøran Johannessen, Simen Ulstad Lyse, Torbjørn Sittrup Bergerud, Martin Hernes Hovde, Sigvaldi Björn Gudjonsson, Arnór Snær Óskarsson und Erlend Johnsen.

### Bekannte ehemalige Spieler
Zu den Spielern des Vereins zählten Sander Sagosen, Uldis Lībergs, Tom Kåre Nikolaisen, Rune Skjærvold, Steffen Stegavik sowie Mari Molid.

### Spielstätte
Heimspielstätte ist seit 2018 die Kolstad Arena, für internationale Spiele steht die 8000 Zuschauer fassende Arena Spectrum bereit.

## Fußball
Fußball wird bei Kolstad IL für Frauen und Männer angeboten. Die erste Männer-Mannschaft der Fußball-Abteilung von Kolstad IL spielt in der unterklassigen Norsk Tipping-Liga 5.